# ديفيد لورانس (لاعب كريكت)
ديفيد لورانس (28 يناير 1964 بغلوستر في المملكة المتحدة - ) (بالإنجليزية: David Lawrence)‏ هو لاعب كريكت بريطاني.

## وصلات خارجية
- ديفيد لورانس على موقع إي آس بي آن كريك إنفو (الإنجليزية)